# Ryan Destiny
Ryan Destiny Irons, ou simplement Ryan Destiny, est une actrice et chanteuse américaine née le 8 janvier 1995 à Détroit dans le Michigan.
Elle est notamment connue pour interpréter Alexandra Crane dans la série télévisée Star (2016-2019).

## Biographie

### Enfance
Ryan Destiny est née à Détroit dans le Michigan aux États-Unis. Son père était membre du groupe Guesss dans les années 1990.
Elle a étudié au West Bloomfield High School. Au lycée, elle forme un groupe intitulé New Limit avec son amie Jasmine Pore et une autre camarade.
En 2011, elle était l'une des gagnantes d'un concours pour participer au tapis rouge de l'avant première du film Justin Bieber: Never Say Never.

### Carrière
En 2010, elle joue dans un épisode de la web-série The Wannabes Starring Savvy, démarrant alors sa carrière d'actrice puis en 2011, elle participe avec son groupe du lycée, New Limit, à l'émission America's Got Talent. Le groupe ira jusqu'à la troisième audition avant de quitter la compétition. Parallèlement, Ryan signe avec un label indépendant et commence à être formée en chant et en danse.
En 2013, le groupe se sépare. Ryan et Jasmine Pore décident alors de former un nouveau groupe avec Chelsea Stone, une autre ancienne candidate de America's Got Talent intitulé We are Dollhouse avant d'être renommé Love Dollhouse. Le groupe signe chez All Def et sort un premier single, Can I. La même année, Ryan obtient son premier rôle récurrent à la télévision dans la série Low Winter Sun.
Son groupe se sépare en 2015. Ryan signe alors avec la maison de disques Capitol Records. Elle décroche également le rôle de Tiana Brown dans la série télévisée Empire mais est contrainte de renoncer à cause de ses contrats, c'est finalement Serayah McNeill qui en devient l'interprète. La même année, elle tient le rôle principal du film indépendant A Girl Like Grace.
Néanmoins, en 2016, l'un des créateurs de Empire, Lee Daniels, lui propose le rôle d'Alexandra Crane dans la série télévisée Star qui la révèle au grand public.
En 2018, Ryan dévoile son premier single en tant qu'artiste solo, The Same.
La série Star l'installe sur le petit écran jusqu'en 2019. En effet, le show est arrêté, cette année-là, au bout de trois saisons, mais un téléfilm est alors annoncé en production afin de clore convenablement les intrigues. Ce rôle lui vaut deux propositions au Teen Choice Awards de la meilleure actrice dans une série télévisée dramatique.
Libérée de cet engagement, elle décroche un rôle récurrent à partir de la saison 3 de Grown-ish,. C'est un spin-off de la série télévisée Black-ish, diffusée sur le réseau ABC.

### Vie privée
Elle fréquente l'acteur et mannequin Keith Powers depuis octobre 2017. Ils annoncent leur séparation en 2022 après 4 ans de relation.

## Filmographie

### Cinéma
- 2015 : A Girl Like Grace de Ty Hodges : Grace
- 2023 : Oracle de Daniel Di Grado : Shay
- 2024 : The Fire Inside de Rachel Morrison : Claressa Shields

### Télévision
- 2010 : The Wannabes Starring Savvy : une cliente (saison 1, épisode 17)
- 2013 : Low Winter Sun : April Geddes (rôle récurrent, 6 épisodes)
- 2016 - 2019 : Star : Alexandra « Alex » Crane (rôle principal - 48 épisodes)
- 2020 - 2021 : Grown-ish : Jillian (depuis la saison 3)
- 2021 : The Lower Bottoms : Rebecca Cooper

### Clip vidéo
- 2014 : Paradise de Big Sean
- 2019 : Single Again de Big Sean : Bianca
- 2020 : Holy de Justin Bieber et Chance the Rapper
- 2021 : Need To Knows de Doja Cat

## Discographie

### Singles
- 2015 : Can I (membre du groupe Love Dollhouse)
- 2016 : Break Yo Chest (de la bande originale Star)
- 2018 : The Same
- 2020 : Do You
- 2022 : How Many

### Bandes originales
- 2017 : Star: Original Television Soundtrack - Season 1
- 2018 : Star: Original Television Soundtrack - Season 2

## Distinctions
Sauf indication contraire ou complémentaire, les informations mentionnées dans cette section proviennent de la base de données IMDb.

### Nominations
- 20e cérémonie des Teen Choice Awards 2018 : meilleure actrice dans une série télévisée dramatique pour Star
- 21e cérémonie des Teen Choice Awards 2019 : meilleure actrice dans une série télévisée dramatique pour Star